# Grónské misie Moravských bratří

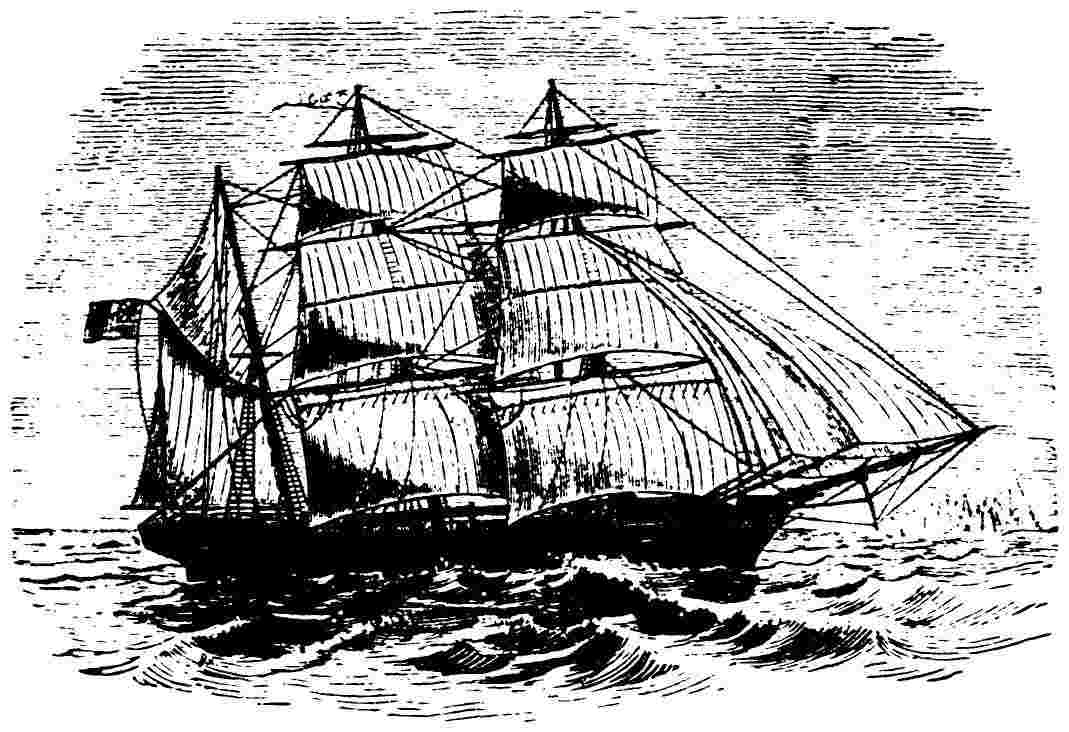
Bratrská misionářská loď Harmonie (lept z roku 1888)

Grónské misie Moravských bratří probíhaly v letech 1733–1900. Moravané působili v šesti misijních stanicích v Grónsku do 26. března 1900. Po státní reformě převzala tyto stanice Dánská národní církev. Jednalo se o tato místa:
- Noorliit, založeno 1733
- Akunnat, založeno 1758
- Alluitsoq , založeno 1774
- Narsarmijit, založeno 1824
- Uummannaq (Sermersooq), založeno 1861
- Illorpaat, založeno 1864

V Grónsku v roce 1733 působil již 12 let dánsko-norský luteránský misionář Hans Egede, jehož činnost měli bratři, se svolením krále Kristiána VI., podpořit. Vedením první misie Moravské církve v Grónsku byl pověřen Kristián David, exulant původem ze Ženklavy. První misionářkou-ženou byla Rosina Stach (provdaná Beck), exulantka z Mankovic. Ta v Grónsku pracovala 42 let, poté se vrátila do Herrnhutu, kde zemřela dne 7. 7. 1797.